# Potentilla ferganensis
Potentilla ferganensis är en rosväxtart som beskrevs av J. Soják. Potentilla ferganensis ingår i Fingerörtssläktet som ingår i familjen rosväxter. Inga underarter finns listade i Catalogue of Life.